# Solbiate Olona
Solbiate Olona là một đô thị ở tỉnh Varese trong vùng Lombardia, có cự ly khoảng 30 km về phía tây bắc của Milan và khoảng 20 km về phía nam của Varese. Tại thời điểm ngày 31 tháng 12 năm 2004, đô thị này có dân số 5.667 người và diện tích là 4,9 km².
Solbiate Olona giáp các đô thị: Fagnano Olona, Gorla Maggiore, Gorla Minore, Olgiate Olona.